# ドナルド・ワンドレイ
ドナルド・アルバート・ワンドレイ（Donald Albert Wandrei、1908年4月20日 - 1987年10月15日）は、アメリカ合衆国の作家・詩人・編集者。
ミネソタ州生まれ。出版社に勤務しながら創作を続け、1939年にアーカムハウスを設立した。
晩年の1984年には世界幻想文学大賞の生涯功労賞にノミネートされたが拒否した。

## 作品
- 赤い脳髄 - 角川文庫『怪奇と幻想2』所収
- 足のない男
- 屍衣の花嫁
- イースター島のウェブ（未訳）（英語: The Web_of_Easter_Island）